# George Howard (hébraïsant)
Pour les articles homonymes, voir George Howard et Howard.
George Eulan Howard (né le 3 juin 1935 à Holdenville dans l'Oklahoma et décédé le 21 novembre 2018 à Athens en Géorgie) est un hébraïste américain, connu pour sa rétrotraduction vers l'hébreu de l'Évangile selon Matthieu, originellement rédigé en grec selon le consensus historien. 
Il a été professeur titulaire et directeur du département de religion et d'hébreu à l'Université de Géorgie.

## Biographie

### Éducation
Howard a obtenu un baccalauréat au David Lipscomb College (Nashville) en 1957, une maîtrise en théologie à la Harding School of Theology (Memphis) en 1961 et un doctorat au Hebrew Union College-Jewish Institute of Religion en 1964.

### Enseignement
Il a d'abord enseigné au David Lipscomb College (à partir de 1964 en tant que professeur adjoint de religion, 1967 professeur associé) avant de rejoindre l'université de Géorgie en 1968 en tant que professeur adjoint de lettres classiques. Il y a été nommé professeur agrégé de religion en 1972 et professeur (titulaire) en 1978.

### Travaux académiques
Howard a été trésorier de l'International Organization for Septuagint and Cognate Studies (IOSCS) de 1972 à 1974. En raison de la maladie de Sidney Jellicoe, Howard a été temporairement rédacteur en chef du Bulletin of the International Organization for Septuagint and Cognate Studies. De 1973 à 1979, Howard a été rédacteur en chef de BIOSCS. Au sein de la Society of Biblical Literature, Howard a été membre du comité de rédaction de 1979 à 1981, président de 1980 à 1981 et vice-président de 1982 à 1984.